# Стрелка украшенная
Стрелка украшенная (лат. Coenagrion ornatum) — вид стрекоз семейства стрелки (Coenagrionidae).

## Описание
Длина 30-31 мм, брюшко 20-27 мм, заднее крыло 18-20 мм. Крылья прозрачные с узкой птеростигмой, равной 1 ячейке, одноцветная. Полосы по бокам на брюшке отсутствуют. Ноги чёрные или тёмно-серые.
У самцов задний край переднеспинки несёт почти одинаковые три лопасти. Глаза и передняя часть головы голубого или синего окраса. Птеростигма тёмно-бурая, почти правильной ромбической формы. Верхняя сторона Х тергита брюшка голубая с чёрными отметинами. Тёмная полоска на III и IV сегментах брюшка самца с длинным отростком.
Окраска самки глубовато- или зеленовато-жёлтая, с чёрным рисунком. Задний край переднеспинки самки глубоко трёхлопастный.

## Ареал
Вид распространён в Центральной, Восточной и Юго-Восточной Европе и Восточном Средиземноморье (Беларусь, Украина, Балканский полуостров, северная Греция и Турция). В Австрии и Швейцарии, этот вид считается вымершим.
На Украине зарегистрирован как редкий вид в Западной Лесостепи и Восточном Подолье, Прикарпатье, Закарпатской низменности, а также в Киевской и Херсонской областях.

## Биология
Время лёта: начало мая — середина августа. Вид связан с проточными и часто карбонатными водами. Личинки встречаются в небольших открытых речках и ручьях, канавах с богатой водной и околоводной растительностью.
Яйца откладываются самками на нижнюю сторону плавающих и погруженных в воду листьев водных растений. Самец сопровождает самку при откладывании яиц.